# Pedro Riquelme
Pedro Riquelme, nome artístico de Francisco Pedro Alves Dario (Iguatu, 1977) é um baterista brasileiro, conhecido por ter sido integrante da banda Aviões do Forró de 2002 a 2017.

## Biografia
Começou a estudar bateria na infância, ouvindo bandas de rock e utilizando baldes e panelas. Durante essa época, passou a morar em Cedro e, mais tarde, mudou-se para Quixadá, onde tocou em bandas locais. Quando se tornou músico profissional, atuou como músico contratado de estúdio e ao vivo. Chegou a gravar com Mastruz com Leite e Dorgival Dantas.
Em 2002, foi convidado a ser integrante da formação original da banda Aviões do Forró, que em pouco tempo ganhou popularidade. Neste período, Riquelme ganhou popularidade pelas referências e bordões do vocalista Xand Avião, também baterista. Além disso, a forma de Riquelme tocar, flertando com outros gêneros e fazendo improvisações, se tornou uma referência para todo o forró eletrônico. Ao longo da carreira, Pedro Riquelme já chegou a ser considerado um dos maiores bateristas de forró da história do Brasil. O álbum Sun Set 11 Anos (2013) traz a música "Quando o Riquelme Toca" em homenagem ao baterista.
Em 2017, com a saída da vocalista Solange Almeida, Riquelme também decidiu deixar o Aviões do Forró e acompanhar a cantora em carreira solo. Riquelme permaneceu com Solange até 2019, quando decidiu seguir com outros projetos musicais como baterista e cantor.

## Vida pessoal
Pedro Riquelme é casado com Thamyres Oliveira. Os dois se conheceram em 2008, durante uma turnê do Aviões do Forró. O casal possui uma filha.

## Discografia
Com Aviões do Forró
- 2002 - Volume 01 - O Voo Do Sucesso Ao Vivo em Lamparinas
- 2004 - Volume 02 - A Diferença Está No Ar
- 2005 - Volume 03 - A Diferença Está No Ar
- 2006 - Volume 04 - A Diferença Está No Ar
- 2007 - Volume 5
- 2007 - Ao Vivo Em Itapebussu
- 2009 - Volume 06
- 2010 - Volume 07
- 2011 - Ao Vivo em Salvador
- 2012 - Aviões 10 Anos Ao Vivo
- 2015 - Pool Party do Aviões
- 2016 - Aviões Fantasy

Com Solange Almeida
- 2017: Sentimento de Mulher
- 2018: Entre Nós, Minha História